# ثيو روسي
ثيو روسي (بالإنجليزية: Theo Rossi)‏ (و. 1975 – م) هو ممثل، وممثل تلفزيوني، من الولايات المتحدة الأمريكية، ولد في جزيرة ستاتن.

## وصلات خارجية
- ثيو روسي على موقع IMDb (الإنجليزية)
- ثيو روسي على موقع روتن توميتوز (الإنجليزية)
- ثيو روسي على موقع ألو سيني (الفرنسية)
- ثيو روسي على موقع أول موفي (الإنجليزية)
- ثيو روسي على موقع قاعدة بيانات الأفلام السويدية (السويدية)
- ثيو روسي على موقع قاعدة بيانات الفيلم (الإنجليزية)
- ثيو روسي على موقع كينوبويسك (الروسية)